# Витсаида
Витсаида (Бет Саида) хебр.  „рибарска кућа“), ( грч. Βηθσαΐδά) је назив два израелска града која се спомињу у Новом Завјету. Према јеванђељу, ове градове је посјетио Господ Исус Христос; многа чуда која је Христос извршио повезана су са њима (на примјер, Мт. 11:21, 14:17–21 и други).

## Витсаида Јулија
Град се налазио на обали ријеке Јордан, близу његовог ушћа у Галилејско језеро. Иза града се простирала степа, или пустиња, Витсаидска, у којој је Господ са пет хљебова и двије рибе нахранио 5000 људи, осим жена и дјеце (Мт. 15, 17-21). Тренутно су од града остале само незнатне рушевине.
Јеврејски историчар, Јосиф Флавије, биљежи да је Филип, син Ирода Великог, уздигао Витсаиду у ранг града и дао му свечано име - Јулија, у част Јулије-Ливије, супруге цара Августа и мајке славног владара Тиберија.

## Витсаида Галилејска
Налази се источно од ријеке Јордан на сјеверозападу Галилејског језера, у близини градова Капернаум и Хоразин (Мт. 11:21). Данас се на том мјесту налази биједно село Ајн-Ет-Табиах.
Положај Витсаиде на Галилејком језеру могао је имати значајан утицај на развој села и повећање његовог статуса од стране Филипа Тетрарха. Витсаида је имала луку и лежала је на изузетно важном путу Виа Марис, који је повезивао Дамаск са Приморском Цезарејом и даље с Египтом. Вјероватно исте предности примјетио је и  Филипов брат Ирод Антипа, који је градио двадесет година касније на западној обали језера град Тиберијаду (Тиберијас). Витсаиду су насељавали Јевреји, Сиријци и Грци.
Плиније Старији споменуо је Витсаиду, називајући је „шармантним градом на Генисаретском језеру“.
Према јеванђељу, Витсаида Галилејска родно је мјесто апостола Андреја, Петра и Филипа (Mark 8:22–26).
Свети Теофилакт Охридски у својим Тумачењима јеванђеља  вели: „Наиме, постојале су двије Витсаиде. Витсаида – Јулија на сјевероисточној страни Галилејског језера и ова Витсаида у којој је живио Петар и која је била рибарско село у предграђу Капернаума. И данас се може обићи мјесто на коме је била Петрова кућа, недалеко од чувене капернаумске синагоге.“ (Тумучење Светог јеванђеља по Матеју, глава 8).
1169 / 5000

## Археолошка истраживања
2017. године археолози су открили остатке римског купатила у Ел-Арају, што се узима као доказ да је то место било град-полис у периоду Римског царства .  Купатило се налазило у слоју испод византијског слоја, са међуслојем блата и глине који је указивао на прекид између 250. и 350. године. Такође су пронашли остатке византијске цркве , што одговара опису путника у 750. години. Ова открића указују да је Ел-Арај локација Витсаиде.
Године 2019, очекивану Цркву апостола, открио је тим ископавања у Ел-Арају током четврте сезоне на локацији Бетсаида-Јулиа (Ел-Арај), на северној обали Галилејског мора, близу места где се улива река Јордан. Ископавање су извршили проф. Мордекаи Авијам са колеџа Кинерет и проф. Р. Стивен Нотлеи са колеџа Ниак. Неки верују да је ова црква из византијског периода саграђена над кућом браће апостола, Петра и Андрије. Ископане су само јужни делови цркве.